# Anjazafohy
Anjazafohy est un petit village d’Ambohidratrimo, à Madagascar.